# Ternstroemiopsis sandwicensis
Ternstroemiopsis sandwicensis là một loài thực vật có hoa trong họ Pentaphylacaceae. Loài này được (A. Gray) Urb. miêu tả khoa học đầu tiên năm 1896.